# Dyskografia Enyi
Dyskografia Enyi – irlandzkiej instrumentalistki, kompozytorki, wokalistki muzyki new age składa się z dziewięciu albumów studyjnych, pięciu minialbumów, dwóch albumów kompilacyjnych, trzydziestu czterech singli, dwudziestu siedmiu teledysków oraz 2 soundtracków.
Debiutancki album artystki, Enya, będący 40-minutowym wyborem utworów do sześcioczęściowego serialu dokumentalnego BBC The Celts, został wydany w marcu 1987 roku i zawierał 15 utworów. Okazał się on wielkim sukcesem, sprzedając się w ponad 6 milionach kopii na całym świecie. Do przełomu w karierze wokalistki doszło z wydaniem drugiego albumu studyjnego zatytułowanego Watermark 19 września 1988 roku. Zawierał on utwór Orinoco Flow, który znalazł się na pierwszym miejscu list przebojów w Wielkiej Brytanii, Irlandii, Szwajcarii oraz Holandii. Trzy lata później ukazał się Shepherd Moons, którego nazwa pochodzi od dwóch niewielkich księżyców, Pandory i Prometeusza, krążących wokół pierścieni Saturna odkrytych w 1980 roku. W 1992 Enya wydała The Celts, czyli zremasterowaną wersję albumu Enya. Trzy lata później ukazał się The Memory of Trees, będący pierwszym albumem wokalistki w Top 10 w Stanach Zjednoczonych. 3 listopada 1997 roku nakładem wytwórni Reprise Records piosenkarka wydała kolekcję swoich największych hitów zatytułowaną Paint the Sky with Stars. Album powstał z okazji obchodów 10-lecia kariery artystki. Zawiera 16 utworów, w tym dwa wcześniej niepublikowane, napisane specjalnie na tę okazję, Only If i tytułową Paint the Sky with Stars. Otrzymał wiele pozytywnych opinii od krytyków.
W 2000 roku ukazał się A Day Without Rain, będący najbardziej najlepiej sprzedającym się albumem artystki po dziś dzień z drugim miejscem na liście Billboard Top 200. Ogromnym sukcesem okazał się promujący go singiel Only Time, użyty w filmie Słodki Listopad, a także przez wiele amerykańskich stacji telewizyjnych jako tło muzyczne do nagrań z zamachów z 11 września 2001 roku. Osiągnął 10. miejsce na liście Billboard Top 100 oraz pierwsze miejsce na listach w Niemczech i Szwajcarii. W 2001 wokalistka napisała utwór May It Be, który pojawił się w filmie Władca Pierścieni: Drużyna Pierścienia i był drugim singlem artystki na pierwszym miejscu niemieckiej listy przebojów. Cztery lata później w 2005 roku ukazał się Amarantine, a po roku specjalna świąteczna edycja zatytułowana Amarantine – Special Christmas Edition, zawierającą dwie kolędy oraz dwa utwory skomponowane przez Enyę, do których słowa napisała Roma Ryan. W listopadzie 2008 r. wydano And Winter Came. Jest to album o tematyce bożonarodzeniowej i zimowej, i był kolejnym znaczącym sukcesem artystki, plasując się w pierwszej dziesiątce list najlepiej sprzedających się albumów w wielu krajach, co jest niezwykłym osiągnięciem dla sezonowego albumu. Po wydaniu And Winter Came, Enya wydała drugą kompilację największych hitów, The Very Best of Enya w listopadzie 2009 roku i zrobiła dłuższą przerwę od pisania i nagrywania. W 2012 r. Powróciła do studia, aby nagrać Dark Sky Island, który wydano w listopadzie 2015 r. Album otrzymał głównie pozytywne recenzje od krytyków i odniósł komercyjny sukces, plasując się w pierwszej dziesiątce list najlepiej sprzedających się płyt w szesnastu krajach na całym świecie. 
Według Nielsen Soundscan Enya sprzedała w samych Stanach Zjednoczonych ponad 26,5 miliona albumów, co czyni ją jednym z najlepiej sprzedających się artystów w USA. Sprzedała łącznie ponad 80 miliona albumów, co czyni ją jednym z najlepiej sprzedających się muzycznych artystów wszech czasów.

## Albumy

### Albumy studyjne
| Rok                        | Album | Pozycja na liście | Pozycja na liście | Pozycja na liście | Pozycja na liście | Pozycja na liście | Pozycja na liście | Pozycja na liście | Pozycja na liście | Pozycja na liście | Pozycja na liście | Pozycja na liście | Pozycja na liście | Pozycja na liście | Pozycja na liście | Pozycja na liście | Sprzedaż | Certyfikat |
| Rok                        | Album | IRL               | AUS               | AUT               | CAN               | DEU               | NLD               | NZL               | SWE               | SWI               | GBR               | USA               | FIN               | POL               | JPN               | ESP               | Sprzedaż | Certyfikat |
| -------------------------- | --- | ----------------- | ----------------- | ----------------- | ----------------- | ----------------- | ----------------- | ----------------- | ----------------- | ----------------- | ----------------- | ----------------- | ----------------- | ----------------- | ----------------- | ----------------- | --- | --- |
| 1987                       | Enya - Wydano: 4 marca 1987 - Wytwórnia: BBC, Atlantic (US) - Format: CD, kaseta, LP                                       | 8                 | 26                | –                 | 10                | –                 | –                 | 15                | –                 | –                 | 69                | –                 | –                 | –                 | –                 | –                 | - Świat: 6 000 000+ - USA: 1 110 641 - AUS: 70 000+                                                                      | - AUS: platynowa płyta - USA: platynowa płyta |
| 1988                       | Watermark - Wydano: 19 września 1988 - Wytwórnia: WEA, Geffen (US) - Format: CD, kaseta, LP, MD, DCC                       | 1                 | 8                 | 15                | 8                 | 6                 | 13                | 1                 | 5                 | 1                 | 5                 | 25                | –                 | –                 | 7                 | 88                | - Świat: 11 000 000+ - USA: 4 000 000+ - GBR: 1 200 000+ - DEU: 500 000+ - ESP: 500 000+ - AUS: 420 000+ - CAN: 300 000+ | - AUS: 6× platynowa płyta - CAN: 3× platynowa płyta - DEU: platynowa płyta - ESP: 5× platynowa płyta - GBR: 4× platynowa płyta - USA: 4× platynowa płyta |
| 1991                       | Shepherd Moons - Wydano: 4 listopada 1991 - Wytwórnia: WEA, Reprise (US) - Format: CD, kaseta, LP, MD, DCC                 | 1                 | 8                 | 31                | 7                 | 21                | 7                 | 3                 | 5                 | 13                | 1                 | 17                | –                 | –                 | 23                | 94                | - Świat: 13 000 000+ - USA: 5 000 000+ - GBR: 1 200 000+ - ESP: 500 000+ - CAN: 300 000+ - DEU: 250 000+ - AUS: 210 000+ | - AUS: 3× platynowa płyta - CAN: 3× platynowa płyta - DEU: złota płyta - ESP: 5× platynowa płyta - GBR: 4× platynowa płyta - USA: 5× platynowa płyta     |
| 1992                       | The Celts (wznowienie albumu Enya) - Wydano: 6 listopada 1992 - Wytwórnia: WEA, Reprise (US) - Format: CD, kaseta, LP, DCC | 1                 | 7                 | –                 | 10                | 70                | 28                | 7                 | 39                | –                 | 10                | –                 | –                 | –                 | –                 | 97                | - USA: 1 070 973 - GBR: 1 200 000+ - BRA: 250 000+ - DEU: 250 000+ - AUS: 140 000+ - ESP: 50 000+                        | - AUS: 2× platynowa płyta - BRA: platynowa płyta - DEU: złota płyta - ESP: złota płyta - GBR: platynowa płyta - USA: platynowa płyta                     |
| 1995                       | The Memory of Trees - Wydano: 5 grudnia 1995 - Wytwórnia: WEA, Reprise (US) - Format: CD, kaseta, LP                       | 1                 | 1                 | 3                 | 4                 | 4                 | 1                 | 3                 | 1                 | 3                 | 5                 | 9                 | 11                | –                 | –                 | –                 | - USA: 3 000 000+ - GBR: 600 000+ - ESP: 300 000+ - AUS: 280 000+ - BRA: 250 000+ - POL: 100 000+                        | - AUS: 4× platynowa płyta - BRA: platynowa płyta - ESP: 3× platynowa płyta - GBR: 2× platynowa płyta - POL: złota płyta - USA: 3× platynowa płyta        |
| 2000                       | A Day Without Rain - Wydano: 21 listopada 2000 - Wytwórnia: WEA, Reprise (US) - Format: CD, kaseta, LP, MD                 | 7                 | 4                 | 1                 | 4                 | 1                 | 2                 | 5                 | 4                 | 2                 | 6                 | 2                 | 29                | 1                 | 4                 | 96                | - Świat: 16 000 000+ - USA: 7 000 000+ - DEU: 900 000+ - CAN: 800 000+ - GBR: 600 000+ - NLD: 240 000+ - POL: 50 000+    | - CAN: 8× platynowa płyta - DEU: 3× platynowa płyta - GBR: 2× platynowa płyta - USA: 7× platynowa płyta - NLD: 3× platynowa płyta - POL: złota płyta     |
| 2005                       | Amarantine - Wydano: 22 listopada 2005 - Wytwórnia: WEA, Reprise (US) - Format: CD, digital download, LP                   | 15                | 13                | 4                 | 4                 | 3                 | 5                 | 10                | 4                 | 3                 | 8                 | 6                 | 22                | 5                 | 2                 | 9                 | - USA: 1 344 593 - DEU: 400 000+ - FRA: 300 000+ - GBR: 300 000+ - SWI: 80 000+ - POL: 10 000+                           | - DEU: 2× platynowa płyta - FRA: platynowa płyta - GBR: platynowa płyta - POL: złota płyta - SWI: 2× platynowa płyta - USA: platynowa płyta              |
| 2008                       | And Winter Came - Wydano: 10 listopada 2008 - Wytwórnia: Warner Music, Reprise (US) - Format: CD, digital download, LP     | 13                | 7                 | 6                 | 4                 | 3                 | 2                 | 9                 | 4                 | 3                 | 6                 | 8                 | 21                | 16                | 6                 | 2                 | - Świat: 3 000 000 - USA: 500 000+ - DEU: 300 000+ - GBR: 100 000+ - FRA: 75 000+ - AUS: 70 000+ - ESP: 40 000+          | - AUS: platynowa płyta - DEU: 3× złota płyta - ESP: złota płyta - FRA: złota płyta - GBR: złota płyta - USA: złota płyta                                 |
| 2015                       | Dark Sky Island - Wydano: 20 listopada 2015 - Wytwórnia: Warner Music, Reprise (US) - Format: CD, digital download, LP     | 7                 | 8                 | 6                 | 6                 | 3                 | 5                 | 8                 | 22                | 2                 | 4                 | 8                 | 23                | 14                | 17                | 12                | - DEU: 100 000+ - GBR: 100 000+ - CAN: 40 000+ - AUS: 35 000+ - BEL: 15 000+ - SWI: 10 000+                              | - AUS: złota płyta - BEL: złota płyta - CAN: złota płyta - DEU: złota płyta - GBR: złota płyta - SWI: złota płyta                                        |
| „–” album nie był notowany | |                   |                   |                   |                   |                   |                   |                   |                   |                   |                   |                   |                   |                   |                   |                   | | |

### Albumy kompilacyjne
| Rok  | Album | Pozycja na liście | Pozycja na liście | Pozycja na liście | Pozycja na liście | Pozycja na liście | Pozycja na liście | Pozycja na liście | Pozycja na liście | Pozycja na liście | Pozycja na liście | Pozycja na liście | Sprzedaż | Certyfikat |
| Rok  | Album | IRL               | AUS               | AUT               | CAN               | DEU               | NLD               | NZL               | SWE               | SWI               | GBR               | USA               | Sprzedaż | Certyfikat |
| ---- | --- | ----------------- | ----------------- | ----------------- | ----------------- | ----------------- | ----------------- | ----------------- | ----------------- | ----------------- | ----------------- | ----------------- | --- | --- |
| 1997 | Paint the Sky with Stars - Wydano: 11 listopada 1997 - Wytwórnia: WEA, Reprise (US) - Format: CD, kaseta                     | 48                | 10                | 3                 | 33                | 5                 | 10                | 6                 | 1                 | 7                 | 4                 | 30                | - Świat: 12 000 000+ - USA: 4 000 000+ - GBR: 600 000+ - BRA: 500 000+ - DEU: 500 000+ - AUS: 210 000+ - ESP: 200 000+ | - AUS: 3× platynowa płyta - BRA: 2× platynowa płyta - DEU: platynowa płyta - ESP: 2× platynowa płyta - GBR: 2× platynowa płyta - USA: 4× platynowa płyta |
| 2009 | The Very Best of Enya - Wydano: 23 listopada 2009 - Wytwórnia: Warner Music, Reprise (US) - Format: CD, digital download, LP | 22                | 19                | 18                | 23                | 19                | 11                | 6                 | 20                | 8                 | 32                | 55                | - GBR: 300 000+ - AUS: 35 000+ - ITA: 30 000+ - ESP: 30 000+ - DNK: 20 000+ - POL: 10 000+                             | - AUS: złota płyta - DNK: platynowa płyta - ESP: złota płyta - GBR: platynowa płyta - ITA: złota płyta - POL: złota płyta                                |

## Ścieżki dźwiękowe
| Rok  | Album                                                                                             |
| ---- | ------------------------------------------------------------------------------------------------- |
| 1985 | The Frog Prince - Wydano: 21 października 1985 - Wytwórnia: Island Visual Arts - Format: CD, LP   |
| 2001 | Themes from Calmi Cuori Appassionati - Wydano: 30 października 2001 - Wytwórnia: WEA - Format: CD |

## Zestawy
| Rok  | Album | Pozycja na liście | Pozycja na liście |
| Rok  | Album | DEU               | NLD               |
| ---- | --- | ----------------- | ----------------- |
| 1996 | The Enya Collection - Wydano: 30 listopada 1996 - Wytwórnia: WEA - Format: CD, kaseta                               | –                 | –                 |
| 1997 | A Box of Dreams - Wydano: 1 grudnia 1997 - Wytwórnia: WEA - Format: CD, kaseta                                      | –                 | –                 |
| 2002 | Only Time: The Collection - Wydano: 11 listopada 2002 - Wytwórnia: WEA, Reprise (US) - Format: CD, digital download | 93                | 37                |

## Minialbumy
| Rok  | Album | Sprzedaż       |
| ---- | --- | -------------- |
| 1989 | 6 Tracks - Wydano: 1989 - Wytwórnia: WEA - Format: CD, kaseta                                                |                |
| 1990 | 3 Tracks - Wydano: 1990 - Wytwórnia: WEA - Format: CD, kaseta                                                |                |
| 1994 | The Christmas EP - Wydano: 4 listopada 1994 - Wytwórnia: WEA - Format: CD, kaseta                            |                |
| 2006 | Sounds of the Season - Wydano: 10 października 2006 - Wytwórnia: NBCUniversal - Format: CD, digital download | - USA: 214 626 |
| 2006 | Christmas Secrets - Wydano: 28 listopada 2006 - Wytwórnia: Warner Bros - Format: CD, digital download        |                |

## Single
| Rok                         | Tytuł                          | Pozycja na liście | Pozycja na liście | Pozycja na liście | Pozycja na liście | Pozycja na liście | Pozycja na liście | Pozycja na liście | Pozycja na liście | Pozycja na liście | Pozycja na liście | Pozycja na liście | Certyfikat | Album                                               |
| Rok                         | Tytuł                          | IRL               | AUS               | AUT               | FRA               | DEU               | ITA               | NLD               | SWE               | SWI               | GBR               | USA               | Certyfikat | Album                                               |
| --------------------------- | ------------------------------ | ----------------- | ----------------- | ----------------- | ----------------- | ----------------- | ----------------- | ----------------- | ----------------- | ----------------- | ----------------- | ----------------- | --- | --------------------------------------------------- |
| 1987                        | „I Want Tomorrow”              | 1                 | 100               | –                 | 3                 | –                 | –                 | –                 | –                 | –                 | –                 | –                 | | Enya / The Celts                                    |
| 1988                        | „Orinoco Flow”                 | 1                 | 6                 | 8                 | 15                | 2                 | 20                | 1                 | 2                 | 1                 | 1                 | 24                | - ESP: złota płyta - GBR: złota płyta - NZL: złota płyta | Watermark                                           |
| 1988                        | „Evening Falls...”             | 3                 | 104               | –                 | –                 | –                 | –                 | 32                | –                 | –                 | 20                | –                 | | Watermark                                           |
| 1989                        | „Storms in Africa (Part II)”   | 12                | –                 | –                 | 4                 | –                 | –                 | –                 | –                 | 41                | –                 | –                 | | Watermark                                           |
| 1989                        | „Oíche Chiún (Silent Night)”   | 12                | 48                | –                 | 6                 | –                 | –                 | –                 | –                 | –                 | –                 | –                 | | 6 Tracks EP / And Winter Came                       |
| 1991                        | „Exile”                        | –                 | –                 | –                 | –                 | –                 | –                 | –                 | –                 | –                 | –                 | –                 | | Watermark                                           |
| 1991                        | „Caribbean Blue”               | 8                 | 74                | –                 | –                 | 50                | –                 | 37                | 28                | 32                | 13                | 79                | - GBR: srebrna płyta | Shepherd Moons                                      |
| 1991                        | „How Can I Keep from Singing?” | 19                | 47                | –                 | 2                 | –                 | –                 | –                 | 29                | –                 | 32                | –                 | | Shepherd Moons                                      |
| 1992                        | „Book of Days”                 | 12                | 111               | –                 | –                 | –                 | –                 | –                 | 34                | –                 | 10                | –                 | | Shepherd Moons                                      |
| 1992                        | „The Celts”                    | –                 | 97                | –                 | –                 | –                 | –                 | –                 | –                 | –                 | 29                | –                 | | The Celts                                           |
| 1994                        | „Marble Halls”                 | –                 | –                 | –                 | –                 | –                 | –                 | –                 | –                 | –                 | –                 | –                 | | Shepherd Moons                                      |
| 1995                        | „Anywhere Is”                  | 8                 | 34                | 8                 | –                 | 44                | –                 | 19                | 33                | –                 | 7                 | –                 | - GBR: srebrna płyta | The Memory of Trees                                 |
| 1996                        | „On My Way Home”               | –                 | 151               | –                 | –                 | –                 | –                 | –                 | –                 | –                 | 26                | –                 | | The Memory of Trees                                 |
| 1997                        | „Only If...”                   | –                 | 94                | –                 | –                 | 68                | –                 | 78                | –                 | –                 | 43                | 88                | | Paint the Sky with Stars                            |
| 2000                        | „Only Time”                    | 58                | 69                | 2                 | 48                | 1                 | 17                | 44                | 30                | 1                 | 32                | 10                | - AUT: złota płyta - DEU: 3× złota płyta - DNK: złota płyta - ESP: platynowa płyta - GBR: złota płyta - ITA: złota płyta - NZL: złota płyta - SWI: złota płyta | A Day Without Rain                                  |
| 2001                        | „Wild Child”                   | –                 | –                 | –                 | –                 | –                 | –                 | –                 | –                 | –                 | 72                | –                 | | A Day Without Rain                                  |
| 2002                        | „May It Be”                    | 30                | –                 | 12                | 40                | 1                 | 12                | 60                | 16                | 24                | 50                | –                 | - ESP: złota płyta - GBR: srebrna płyta | Władca Pierścieni: Drużyna Pierścienia (soundtrack) |
| 2005                        | „Amarantine”                   | 50                | –                 | 31                | 13                | 47                | –                 | –                 | –                 | 39                | 53                | –                 | | Amarantine                                          |
| 2006                        | „It’s in the Rain”             | –                 | –                 | –                 | –                 | –                 | 7                 | –                 | –                 | –                 | 195               | –                 | | Amarantine                                          |
| 2008                        | „Trains and Winter Rains”      | –                 | –                 | –                 | –                 | –                 | 15                | –                 | –                 | –                 | –                 | –                 | | And Winter Came                                     |
| 2015                        | „Echoes in Rain”               | –                 | –                 | –                 | –                 | –                 | –                 | –                 | –                 | –                 | 189               | –                 | | Dark Sky Island                                     |
| „–” singel nie był notowany |                                |                   |                   |                   |                   |                   |                   |                   |                   |                   |                   |                   | |                                                     |

### Jako artysta gościnny
| Rok  | Tytuł                                                                             | Pozycja na liście | Pozycja na liście | Pozycja na liście | Pozycja na liście | Pozycja na liście | Pozycja na liście | Pozycja na liście | Pozycja na liście | Pozycja na liście | Pozycja na liście | Pozycja na liście | Certyfikat | Album              |
| Rok  | Tytuł                                                                             | IRL               | AUS               | AUT               | FRA               | DEU               | ITA               | NLD               | SWE               | SWI               | GBR               | USA               | Certyfikat | Album              |
| ---- | --------------------------------------------------------------------------------- | ----------------- | ----------------- | ----------------- | ----------------- | ----------------- | ----------------- | ----------------- | ----------------- | ----------------- | ----------------- | ----------------- | --- | ------------------ |
| 2004 | „I Don’t Wanna Know” (Mario Winans; gośc. Enya, Puff Diddy)                       | 2                 | 2                 | 6                 | 3                 | 1                 | 5                 | 2                 | 11                | 2                 | 1                 | 2                 | - AUS: platynowa płyta - BEL: złota płyta - DEU: 3× złota płyta - GBR: srebrna płyta - NOR: złota płyta - NZL: platynowa płyta - USA: platynowa płyta | Hurt No More       |
| 2004 | „You Should Really Know” (The Pirates; gośc. Shola Ama, Naila Boss, Ishani, Enya) | 25                | –                 | 41                | 45                | –                 | –                 | –                 | –                 | –                 | 8                 | –                 | | Singel niealbumowy |
| 2016 | „Dive” (Salvatore Ganacci; gośc. Enya, Alex Aris)                                 | –                 | –                 | –                 | –                 | –                 | –                 | –                 | –                 | –                 | –                 | –                 | | Singel niealbumowy |

### Single promocyjne
| Rok  | Tytuł                          | Album               |
| ---- | ------------------------------ | ------------------- |
| 1995 | „China Roses”                  | The Memory of Trees |
| 2006 | „Someone Said Goodbye”         | Amarantine          |
| 2006 | „If I Could Be Where You Are”  | Amarantine          |
| 2006 | „The Magic of the Night”       | Christmas Secrets   |
| 2008 | „White Is in the Winter Night” | And Winter Came     |
| 2009 | „My! My! Time Flies!”          | And Winter Came     |
| 2009 | „Dreams Are More Precious”     | And Winter Came     |
| 2015 | „So I Could Find My Way”       | Dark Sky Island     |
| 2015 | „The Humming...”               | Dark Sky Island     |
| 2015 | „Even in the Shadows”          | Dark Sky Island     |

## Inne certyfikowane utwory
| Rok  | Tytuł       | Certyfikat           | Album     |
| ---- | ----------- | -------------------- | --------- |
| 1988 | „Watermark” | - GBR: srebrna płyta | Watermark |

## Teledyski
| Rok  | Tytuł                             | Reżyser                   | Uwagi                                  | Źródło                |
| ---- | --------------------------------- | ------------------------- | -------------------------------------- | --------------------- |
| 1987 | „Aldebaran”                       | David Richardson          | Z filmu dokumentalnego BBC The Celts   | [ 2 ] [ 109 ] [ 110 ] |
| 1987 | „I Want Tomorrow”                 | David Richardson          | Z filmu dokumentalnego BBC The Celts   | [ 2 ] [ 109 ] [ 110 ] |
| 1987 | „Boadicea”                        |                           | Wczesna wersja                         | [ 2 ] [ 109 ] [ 110 ] |
| 1988 | „Evening Falls...”                | Michael Geoghegan         |                                        | [ 2 ] [ 109 ] [ 110 ] |
| 1988 | „Orinoco Flow”                    | Michael Geoghegan         |                                        | [ 2 ] [ 109 ] [ 110 ] |
| 1989 | „Storms in Africa (II)”           | Michael Geoghegan         |                                        | [ 2 ] [ 109 ] [ 110 ] |
| 1989 | „Na Laetha Geal M`Óige”           | BBC – Homeward Bound      |                                        | [ 2 ] [ 109 ] [ 110 ] |
| 1989 | „On Your Shore”                   | BBC – Homeward Bound      | Istnieją dwie wersje teledysku         | [ 2 ] [ 109 ] [ 110 ] |
| 1989 | „On Your Shore”                   |                           | Istnieją dwie wersje teledysku         | [ 2 ] [ 109 ] [ 110 ] |
| 1989 | „Evening Falls...”                |                           | Wczesna wersja                         | [ 2 ] [ 109 ] [ 110 ] |
| 1989 | „Storms in Africa”                |                           | Wczesna wersja                         | [ 2 ] [ 109 ] [ 110 ] |
| 1991 | „How Can I Keep From Singing?”    | Entertainment Productions |                                        | [ 2 ] [ 109 ] [ 110 ] |
| 1991 | „Caribbean Blue”                  | Michael Geoghegan         |                                        | [ 2 ] [ 109 ] [ 110 ] |
| 1991 | „Exile”                           | Michael Geoghegan         |                                        | [ 2 ] [ 109 ] [ 110 ] |
| 1992 | „Book of Days” (English version)  | Michael Geoghegan         |                                        | [ 2 ] [ 109 ] [ 110 ] |
| 1992 | „Marble Halls”                    |                           | Z programu „London Weekend Television” | [ 2 ] [ 109 ] [ 110 ] |
| 1993 | „The Celts”                       | Michael Geoghegan         |                                        | [ 2 ] [ 109 ] [ 110 ] |
| 1995 | „Anywhere Is”                     | David Scheinmann          |                                        | [ 2 ] [ 109 ] [ 110 ] |
| 1996 | „Oíche Chiúin (Cicha noc)”        |                           | Z BBC – Christmas Day in The Morning   | [ 2 ] [ 109 ] [ 110 ] |
| 1996 | „On My Way Home”                  | Rob Dickins               |                                        | [ 2 ] [ 109 ] [ 110 ] |
| 1997 | „Only If...”                      | Dan Nathan                |                                        | [ 2 ] [ 109 ] [ 110 ] |
| 2000 | „Only Time” / „Only Time (remix)” | Graham Fink               |                                        | [ 2 ] [ 109 ] [ 110 ] |
| 2001 | „Wild Child”                      | Graham Fink               |                                        | [ 2 ] [ 109 ] [ 110 ] |
| 2002 | „May It Be”                       | Peter Nydrle              |                                        | [ 2 ] [ 109 ] [ 110 ] |
| 2005 | „Amarantine”                      | Tim Royes                 |                                        | [ 2 ] [ 109 ] [ 110 ] |
| 2006 | „It's in the Rain”                | Tim Royes                 |                                        | [ 2 ] [ 109 ] [ 110 ] |
| 2008 | „Trains and Winter Rains”         | Rob O’Connor              |                                        | [ 2 ] [ 109 ] [ 110 ] |
| 2015 | „So I Could Find My Way”          | K. Nakagawa               |                                        | [ 2 ] [ 109 ] [ 110 ] |
| 2015 | „Echoes in Rain”                  | K. Nakagawa               |                                        | [ 2 ] [ 109 ] [ 110 ] |
| 2015 | Teledysk z tekstem                |                           |                                        | [ 2 ] [ 109 ] [ 110 ] |
| 2015 | „The Humming”                     |                           |                                        | [ 2 ] [ 109 ] [ 110 ] |
| 2015 | „So I Could Find My Way”          |                           |                                        | [ 2 ] [ 109 ] [ 110 ] |
| 2016 | „Even in the Shadows”             |                           |                                        | [ 2 ] [ 109 ] [ 110 ] |